# Three Days of Adrenaline
Three Days of Adrenaline è il primo album dal vivo del gruppo musicale giapponese Coldrain, pubblicato il 7 dicembre 2011.
Il disco contiene gli estratti dai concerti tenutisi a Osaka, Nagoya e Tokyo, tappe finali del tour della band The Enemy Inside Tour 2011, più vari contenuti speciali. Nel DVD appare anche il cantante dei SiM, Mah, che canta in The Maze.

## Tracce
1. Intro – 2:05
2. To Be Alive – 3:17
3. New Fate – 3:18
4. Adrenaline – 3:40
5. [Sound Check] – 1:42
6. The Youth – 3:31
7. Rise and Fall – 3:48
8. Die Tomorrow – 3:10
9. Doors – 3:00
10. After Dark – 3:49
11. [Rehearsal] – 1:34
12. Confession – 4:21
13. 8AM – 4:01
14. You – 4:54
15. Fiction – 3:32
16. 24-7 – 3:23
17. Hollow – 4:34
18. A Tragic Instinct – 4:30
19. [On The Road] – 1:41
20. Rescue Me – 3:39
21. The Maze (feat. Mah) – 4:42
22. Final Destination – 4:37
23. We're Not Alone – 8:10

Contenuti extra
1. Survive (Encore) – 4:48
2. The Maze (Osaka Too Close Extreme One Cut Ver.) – 4:13
3. Painting & My Addiction (Tokyo Exclusive Performance) – 9:03
4. Miss You (Tokyo Exclusive Performance) – 4:06
5. To Be Alive (Video) – 4:07
6. To Be Alive (Trailer) – 1:00
7. Rescue Me (Video) – 3:34
8. Rescue Me (Trailer) – 0:32

## Formazione
- Masato – voce
- Y.K.C – chitarra solista
- Sugi – chitarra ritmica, voce secondaria
- RxYxO – basso, voce secondaria
- Katsuma – batteria

## Classifiche
| Classifica (2011) | Posizione massima |
| ----------------- | ----------------- |
| Giappone (DVD)    | 31                |